# NGC 1555
NGC 1555 је рефлексиона маглина у сазвежђу Бик која се налази на NGC листи објеката дубоког неба.
Деклинација објекта је + 19° 32' 4" а ректасцензија 4h 21m 56,7s. Привидна величина (магнитуда) објекта NGC 1555 износи 9,0. NGC 1555 је још познат и под ознакама DG 31, CED 32B, vdB 28, Hind's variable nebula.